# カナルD
カナルD(Kanal D)は、1993年に発売されたトルコのテレビチャンネルである。チャンネルは2018年以来デミローレン・グループによって所有されている。